# Джейн Вайман
Джейн Вайман (англ. Jane Wyman; нар. 5 січня 1917, Сент-Джозеф, Міссурі — пом. 10 вересня 2007, Ранчо-Міраж, Каліфорнія) — американська акторка, співачка і танцюристка. Лауреатка премії «Оскар» за найкращу жіночу роль у фільмі «Джонні Белінда» (1948). Її кар'єра почалась у 1930-х та успішно продовжувалась протягом двох десятиліть. Згодом почала зніматися на телебаченні.
У 1940 році одружилася з Рональдом Рейганом та розлучилася у 1948 році, задовго до того, як він почав займати які-небудь місця у політичному житті. Після розлучення тривалий час у неї був роман з американським кіноактором Лью Ейрсом.

## Вибрана фільмографія
| Рік  |   | Українська назва       | Оригінальна назва    | Роль              |
| ---- | - | ---------------------- | -------------------- | ----------------- |
| 1933 | ф | Золотошукачі 1933 року | Gold Diggers of 1933 |                   |
| 1936 | ф | Король бурлеску        | King of Burlesque    | Хорін             |
| 1944 | ф | Голлівудська їдальня   | Hollywood Canteen    | камео             |
| 1945 | ф | Втрачений вікенд       | The Lost Weekend     | Гелен Сент-Джеймс |
| 1946 | ф | Оленятко               | The Yearling         | Оррі Бакстер      |
| 1949 | ф | Це велике почуття      | It's a Great Feeling | камео             |
| 1950 | ф | Страх перед сценою     | Stage Fright         | Єва Ґілл          |
| 1980 | с | Янголи Чарлі           | Charlie's Angels     | Елеонор Віллард   |